# Ндіадіане Ндіає
Ндіадіане Ндіає (д/н — бл. 1370) — засновник імперії Волофа, 1-й буурба волоф (імператор) в 1360—1370 роках.

## Життєпис
За легендою був нащадком альморавідського еміра Абу-Бакра ібн Умара. Ймовірно його батьком був Букар Ндіає, ламане (правитель) невеликої держави Ваало. Матір — Фатумата Салл — належала до правлячого роду племені тукулер. більшість погоджується, що Ндіадіане Ндіає належав до народу серер. Втім ще замолоду з огляду на оточення він швидко волофізувався, вважаючись себе частиною народу волоф.
Близько 1287 року зумів повалити ламане Діао з династії Нгом, заснувавши власну. В цей час Ваало визнавало зверхність імперії Малі. В подальшому встановив союзні стосунки з сусідами, насамперед державою Сіне, з правителем (маад-а-сінігом) — Валі Джакатех Маннехом — якої був напевне пов'язаний також родинними зв'язками.
Саме спільно з Валі Джакатех Маннехом близько 1350 року розпочав боротьбу за об'єднання держав між Сенегом і Гамбією та здобуття самостійності від імперії Малі. Правитель Сіне умовив сусідів добровільно визнати владу Ндіадіане Ндіає для протистояння Малі. Це сталося близько 1360 року. Він прийняв титул буурба волоф.
До самої смерті 1370 року залишаючись офіційним володарем імперії Ндіадіане Ндіає розділяв фактичну владу з Валі Джакатех Маннехом. Йому спадкував небіж або син Саре Ндіає.